# Калифорнийский анчоус
Калифорнийский анчо́ус (лат. Engraulis mordax) — вид лучепёрых рыб семейства анчоусовых (Engraulidae). Обитает в восточной части Тихого океана между 51° с. ш. и 21° с. ш. Встречается на глубине до 310 м. Достигает длины 24,8 см. Является объектом коммерческого промысла.

## Описание
Тело вытянутое, низкое, высота в 5—6 раз меньше длины, сжато с боков, в поперечном сечении почти округлое, покрыто циклоидной легко опадающей чешуёй. Голова длинная, сжата с боков, её длина укладывается 3,5—4 раза в длине тела, без чешуи. Рыло короткое, заострённое. Глаза большие.  Рот крупный, полунижний; задний конец длинной и тонкой верхнечелюстной кости доходит до заднего края предкрышки. Окончание верхней челюсти заострённое, что является одним из отличительных признаков данного вида. Верхняя челюсть выдаётся вперёд. В отличие от перунского анчоуса у калифорнийского анчоуса верхняя часть нижней челюсти доходит только до ноздрей. На челюстях имеются мелкие зубы.  Жаберные тычинки тонкие, немногочисленные. На нижней половине 1-й дуги 37—45 жаберных тычинок. Боковая линия отсутствует, на голове имеются развитые сейсмосенсорные каналы. 
Плавники лишены колючих лучей. Спинной плавник с 14—19 лучами, расположен посередине тела. В анальном плавнике 19—26 лучей. Начало анального плавника расположено на воображаемой линии, проходящей через окончание основания спинного плавника. Грудные плавники сидят низко, в них 13—20 лучей. Брюшные плавники расположены в средней части брюха. Хвостовой плавник выемчатый.
Максимальная длина тела 24,8 см, а масса 68 г.

## Ареал
Распространены в восточной части Тихого океана от юга Калифорнии и Нижней Калифорнии (также в Калифорнийском заливе) до Британской Колумбии (острова Хайда-Гуай).

## Биология
Морские батипелагические рыбы. Образуют большие стаи. Обычно обитают вблизи берегов в пределах 30 километровой зоны на глубине от поверхности до 130 м, но встречаются и на расстоянии 480 км от побережья и на глубине до 310 м.

### Питание
Питаются зоопланктоном, в состав рациона входят эвфаузиевые, копеподы, личинки декапод, икра и личинки рыб, в том числе собственного вида. Добывают пищу фильтрацией воды или же захватывают индивидуальную добычу.

### Размножение
Впервые созревают в возрасте одного года при длине тела 9—10 см, основная масса рыб созревает в возрасте двух лет. Нерест наблюдается по всему ареалу на протяжении всего года с пиком зимой и в начале весны (с января по март—апрель). Предпочтительные температуры 10—23,3 °С. Массовый нерест отмечен при температуре от 13 до 17,5 °С. Икра вымётывается в верхних слоях воды в вечерние и ночные часы. Нерест порционный, каждая последующая порция икры вымётывается через 6—7 дней. Абсолютная плодовитость варьируется от четырёх до 26 тысяч икринок в зависимости от размеров самок. Относительная плодовитость в среднем составляет 390 икринок на грамм массы тела. Икра эллипсоидной формы, длина большой оси 1,2—1,5 мм. Желток сегментированный. Продолжительность эмбрионального развития составляет от 2-х до 4-х дней. Размеры личинок при вылуплении 2,5—3 мм. Икра и личинки пелагические.

## Взаимодействие с человеком
Начало промысла калифорнийского анчоуса датируется началом 1950-х годов. Уловы были невелики и использовались исключительно в качестве наживки при ярусном промысле тунцов. В последующие годы наблюдалась высокая численность калифорнийского анчоуса и мировые уловы достигли максимума 4214,4 тысячи тонн в 1981 году. На протяжении всей истории промысла отмечалось как значительно увеличение, так и резкие спады уловов, связанные с гидрологическими условиями в местах нагула и нереста. 
| Год                   | 2005 | 2006 | 2007 | 2008 | 2009 | 2010 | 2011 | 2012 | 2013  | 2014 | 2015 | 2016 |
| Мировые уловы, тыс. т | 26,5 | 60,9 | 18,6 | 23,9 | 13,4 | 4,6  | 7,8  | 79,2 | 143,5 | 55,0 | 51,3 | 22,4 |

Промысел ведут Мексика и США. Ловят преимущественно кошельковыми неводами, ограниченное использование имеют сети. Проводят эксперименты по траловому лову. Калифорнийский анчоус относится к рыбам с высокой жирностью (до 14—20%) и используется для производства консервов, а также для получения рыбной муки и рыбьего жира.